# Contea autonoma hui di Yanqi
La contea autonoma hui di Yanqi (焉耆回族自治县S) è una contea della Cina, situata nella regione autonoma dello Xinjiang e amministrata dalla prefettura autonoma mongola di Bayin'gholin.